# Svarožič
Svarožič (Latijn: Zuarasiz, Zuarasici, Oud-Oost-Slavisch: Сварожиць, Russisch: Сварожиц, Oud-Oost-Slavisch: Сварожичь) is een  prominent figuur in de Slavische mythologie, bekend als de god van vuur. Svarožič wordt beschouwd als de zoon van Svarog, een belangrijke godheid in de Slavische mythologie. Deze god behoort tot de weinige Pan-Slavische goden die bekend zijn uit de overgeleverde mythologie.
Het is waarschijnlijk dat Svarožič identiek is aan Radegast, een andere godheid uit de Slavische mythologie, en minder vaak wordt Svarožič geassocieerd met Dazhbog, een zonnegod. Deze associaties werpen licht op de complexiteit van de Slavische pantheon en de overlappende rollen van verschillende godheden.
De hedendaagse tempel van Svarožič’ vuur (Russisch: Храм Огня Сварожича) in Kaluga Oblast, ten zuidwesten van Moskou, dient als een moderne plek waar aanhangers van het Slavische heidendom erediensten houden ter ere van Svarožič. Dit geeft aan dat elementen van de Slavische mythologie nog steeds relevant zijn in de hedendaagse cultuur en spiritualiteit.